# Zveza društev slepih in slabovidnih Slovenije
Zveza društev slepih in slabovidnih Slovenije je invalidska društvena organizacija »z namenom zadovoljevanja skupnih potreb njihovih članov po izvajanju posebnih socialnih in drugih programov in storitev, posebej prirejenih za slepe in slabovidne«. Predsednik zveze je Matej Žnuderl. Zveza izvaja kulturno in založniško dejavnost ter vodi knjižnico za slepe. Izdaja časopis za slepe Obzorje, katerega urednik je Sebastjan Kamenik.

## Odlikovanja in nagrade
Leta 1995 je prejel srebrni častni znak svobode Republike Slovenije z naslednjo utemeljitvijo: »ob petinsedemdesetletnici delovanja, za požrtvovalno delo pri povezovanju slepih in slabovidnih, pri njihovem organiziranju in vključevanju v družbo ter za zasluge pri prizadevanjih za neodvisno življenje invalidov«.